# 巴納姆鎮區 (明尼蘇達州卡爾頓縣)
巴納姆鎮區（英語：Barnum Township）是位於美國明尼蘇達州卡爾頓縣的一個行政鎮區。

## 地方資料
巴納姆鎮區的面積為119.60平方千米，當中陸地面積為116.50平方千米，而水域面積為3.10平方千米。根據2020年美國人口普查的數據，當地共有人口1098人，而人口密度為每平方千米9.18人。